# 北海道道622号幸徳大樹停車場線

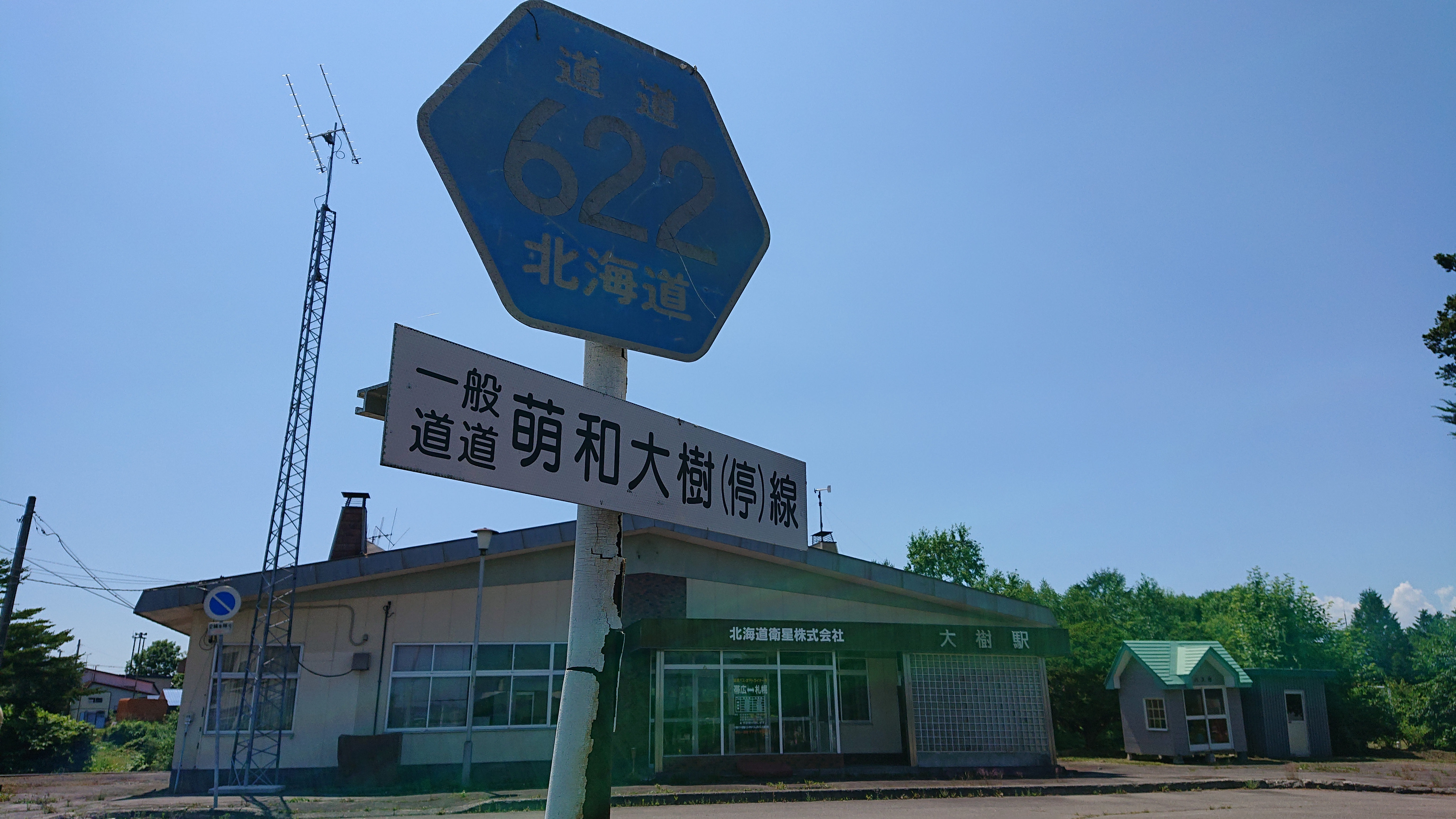
北海道道622号幸徳大樹停車場線（補助標識は北海道道773号萠和大樹停車場線、大樹町寿通）

北海道道622号幸徳大樹停車場線（ほっかいどうどう622ごう こうとくたいきていしゃじょうせん）は、北海道広尾郡大樹町を結ぶ一般道道である。

## 概要

### 路線データ
- 起点：北海道広尾郡大樹町大全（北海道道1002号光地園尾田線交点）
- 終点：北海道広尾郡大樹町寿通（旧国鉄 広尾線 大樹駅跡）
- 総距離：11.5 km（内、重複区間0.3 km）

## 歴史
- 1968年（昭和43年）3月30日 - 路線認定[1]。

## 路線状況

### 重複区間
大樹町
- 西本通 - 西本通（国道236号）
- 西本通 - 寿通（北海道道773号萠和大樹停車場線）
- 寿通 - 寿通（北海道道501号旭浜大樹停車場線）

## 地理

### 通過する自治体
- 十勝総合振興局
  - 広尾郡大樹町

### 主な接続道路
大樹町
- 北海道道1002号光地園尾田線 - 大全（起点）
- 帯広広尾自動車道大樹IC（仮称・事業中）
- 国道236号 - 西本通
- 北海道道773号萠和大樹停車場線 - 西本通
- 北海道道501号旭浜大樹停車場線 - 寿通

### 道の駅
大樹町
- 道の駅コスモール大樹（西本通）